# Isotornis
Isotornis é um gênero de mariposa pertencente à família Acrolepiidae.